# Жасминовий чай

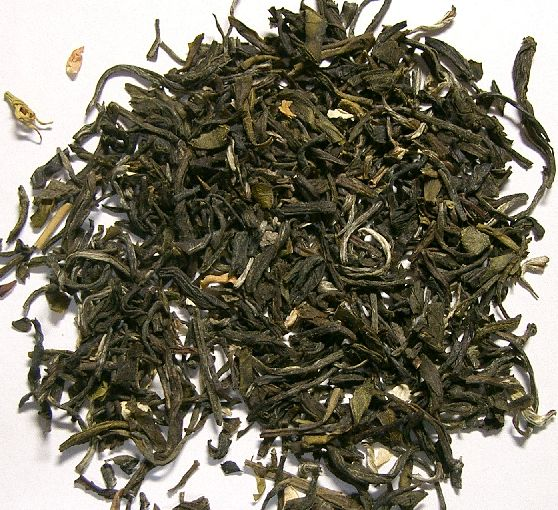
Жасминовий чай

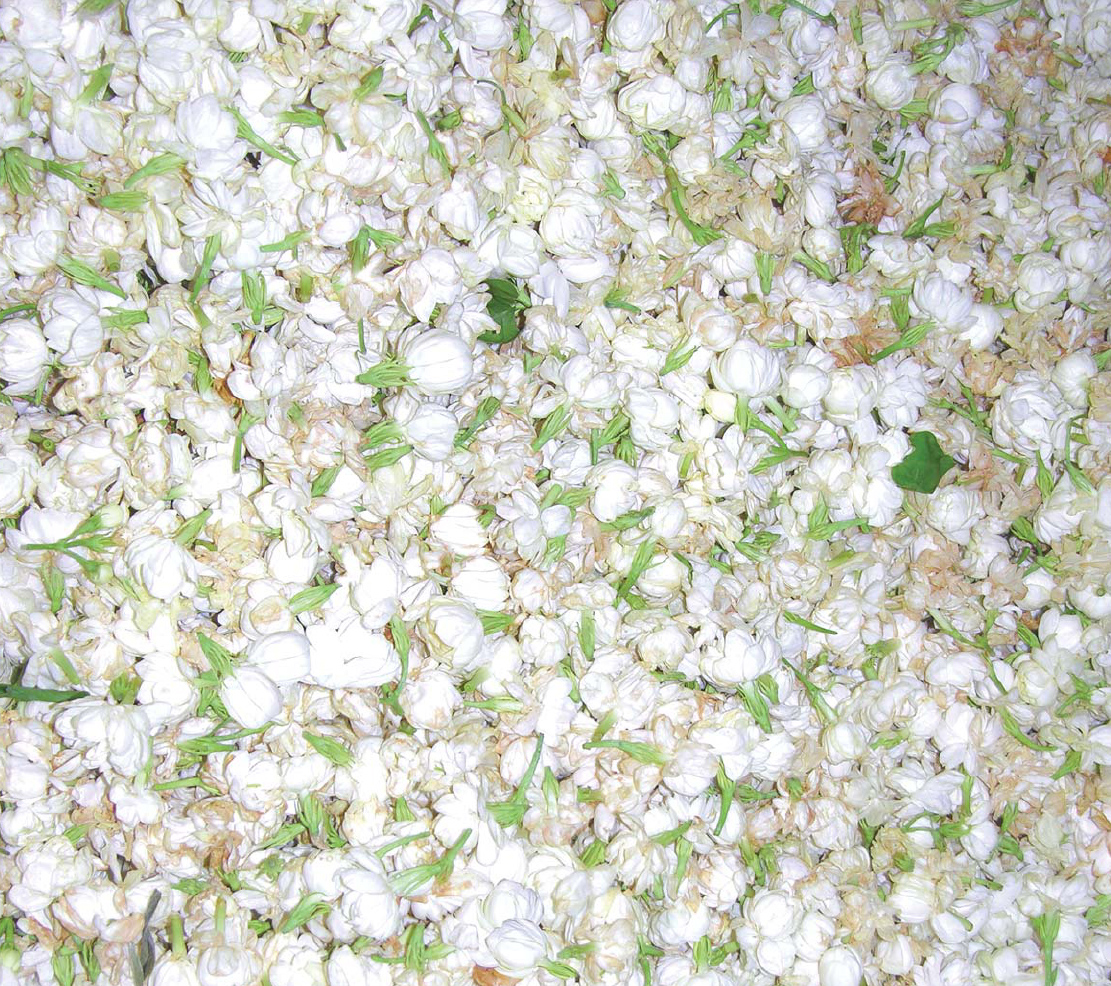
Квітки жасмину для додавання в чай

Жасминовий чай або чай з жасмином 茉莉花茶 mò-lì-huā chá — чай з додаванням квіток жасмину. Відомий з часів династії Сун (960—1279). За основу жасминового чаю переважно використовується зелений або білий чай. Чай з квітками жасмину має витончений солодкий аромат. Це найпопулярніший духмяний чай в Китаї.
Вважається, що жасмин завезений в Китай із Персії в II—V віках. Він вирощується на великій висоті в горах.
Виробляється жасминовий чай в провінціях Хунань, Цзянсу, Цзянсі, Ґуандун, Ґуансі, і Чжецзян. Найкращою репутацією користується чай із провінції Фуцзянь.

## Спосіб приготування
Для виробництва висококласного жасминового чаю використовуються спеціально вирощувані сорти жасмину. 
Існує два основних способи виготовлення чаю, які відомі з давніх часів. Перший спосіб: квітки жасмину разом з листками чаю піддають термічній обробці протягом одного дня. Мінусом даного способу є втрата смакових властивостей чайних листків. Другий спосіб: листки чаю і квітки жасмину зберігаються разом протягом ста і більше днів, після чого жасмин відділяють від чаю. При даному способі виготовлення чай не втрачає своїх корисних властивостей, однак ручна робота при такому способі збільшує вартість кінцевого продукту.
Слід зазначити, що рослина, що в Україні традиційно називається жасмином, насправді, є чубушником, або садовим жасмином. Для приготування чаю він непридатний.